# Endococcus protoblasteniae
Endococcus protoblasteniae är en lavart som beskrevs av Diederich in Sérusiaux et al. Endococcus protoblasteniae ingår i släktet Endococcus, klassen Dothideomycetes, divisionen sporsäcksvampar och riket svampar. Arten är reproducerande i Sverige.